# تومي ليشمان
تومي ليشمان (بالإنجليزية: Tommy Leishman)‏ هو لاعب كرة قدم ومدرب كرة قدم بريطاني في مركز نصف الجناح، ولد في 3 سبتمبر 1937 في Stenhousemuir ‏ في المملكة المتحدة، وتوفي في 21 يوليو 2021. لعب مع نادي سانت ميرين ونادي ليفربول ونادي لينفيلد ونادي هيبرنيان.